# Jazon z zlatim runom (Thorvaldsen)
Jazon z zlatim runom je skulptura Bertela Thorvaldsena. Glinena različica v naravni velikosti, ustvarjena leta 1803, velja za umetnikovo prvo veliko delo. Večji marmorni kip, ki je dosegal višino 242 cm, pa je bil dokončan šele leta 1828.

## Zgodovina
Skulptura izraža glavne teme starogrškega mita o Jazonu, ki ga je pripovedoval aleksandrijski pesnik Apolonij z Rodosa, o junaku, ki je potoval v iskanju zlatega runa, da bi svojemu očetu pomagal vrniti kraljestvo od kralja Pelija. Jazonova slika na vazi iz 3. stoletja pr. n. št. prikazuje Jazona, kako odstranjuje zlato runo s svetega drevesa.
Thorvaldsenovo delo je bilo prvotno izvedeno za Københavnsko akademijo, da bi prikazali njegov napredek; različico iz marmorja je kasneje naročil Thomas Hope, bogati angleški mecen umetnosti. Ko so Hopeovi morebitni dediči leta 1917 razpršili njegovo zbirko v Deepdenu v Surreyju, jo je na dražbi kupil københavnski Thorvaldsenov muzej.

## Delo
Tema kipa, ki velja za Thorvaldsenovo prelomno delo, izhaja iz risbe Jazon in zlato runo Asmusa Jacoba Carstensa, vendar se estetika gole figure zgleduje tudi po kipu Apolon Belvederski in Kopjenosec, oba iz antike; pomembno vlogo je imel tudi arheolog Georg Zoëga, ki je razširil Thorwaldsenovo znanje o starodavni zgodovini in kulturi.

## Danski kulturni kanon
V prvem desetletju 21. stoletja je bilo delo vključeno v napol uradni danski kulturni kanon. Pri izbiri dela je odbor Culture Canon komentiral Thorvaldsenove bele, ostre, intenzivne in ritmične linije, ki prikličejo oddaljeno, junaško figuro. V času, ko je Thorvaldsen ustvaril kip, se je Danska iz absolutne monarhije razvijala v obdobje liberalizma, ki se je vrtel okoli pogleda posameznika na svet. Podobno spušča kipar svoja monumentalna dela na individualno raven. Njegov prvi model kipa (v glini) je bil dokončan leta 1803. Marmorna različica je sledila leta 1828.
Na kipu se zdi, da je Jazon zamrznjen nekje med počitkom in gibanjem. Boj je dobljen in domov se vrača s svojim plenom čez roko. Izraža tako telesno kot duševno mirnost in je prototip klasičnega junaka. Skulptura je popolnoma uravnotežena: ne glede na to, kam pade pogled, lahko najdete ustrezen element. Na primer, sulica se odraža v prsnem pasu, runo v štoru in zavita konica čelade v ovnovih rogovih.

## Zunanje poveuave
- References to the sculpture in the Thorvaldsen Archive.